# Satijn (konijn)

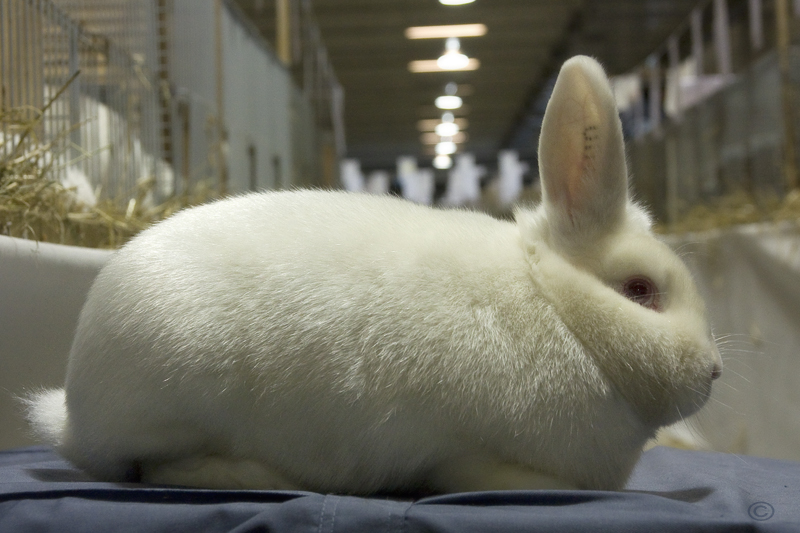
Satijn konijn in de kleur ivoor. Algemeen kampioen 2011.

Satijn is een konijnenras, dat zijn naam te danken heeft aan de satijnachtige pels welke een hoge glans heeft.

## Ontstaan
De eerste satijnkonijnen ontstonden uit een mutatie en kwamen voort uit een nest Havanakonijnen bij een Amerikaanse fokker in het jaar 1932.

### Satijn omschrijving
De mutatie gaf een verandering in de haarpapil. Bij een normaalharig konijn groeit er uit 1 haarzakje 1 haar. Bij satijnkonijnen groeien er uit 1 haarzakje meerdere haren. Men beweert dat er viermaal zoveel haren door de mutatie zijn gekomen als oorspronkelijk. De haren zijn ook veel dunner en fijner dan het originele haar. Doordat het haarmerg uit 1 haarzakje verdeeld moet worden over verschillende haren reduceert het merg per haar. Het wordt als het ware doorzichtiger. Door de verdunning ontstaat een zeer fijne en zijdeachtige beharing of pels en het mist de elasticiteit en stevigheid van normaal konijnenhaar. De dichtere inplanting zorgt voor een mindere ontwikkeling van wolharen. De verandering geeft een gewijzigde lichtreflex-indruk en daardoor verschijnt de glans.
De satijnfactor is recessief tegenover normaal haar, heeft geen invloed op de haarlengte en kan gecombineerd worden met alle kleuren.

### Rasomschrijving
Officieel erkend als ras in Nederland in 1965. Dit ras valt onder de middenrassen en heeft een gewicht van 2,5 tot 3,5 kg met een ideaal van 3 tot 3,4 kg. Het type is matig gestrekt met goed gevulde voor en achterhand. De benen zijn kort en stevig met een middelhoge stelling. De kop is krachtig ontwikkeld, oorlengte is 10 tot 12 cm met een ideaal van 11 cm.
De pels is fijner, gladder, buigzamer, zachter en meer doorzichtig dan bij normaal haar. Alle haren hebben deze structuur. Hierdoor worden de onderharen ook strakker. De pels zal bij strijken tegen de haarrichting in, sneller terugrollen in zijn oorspronkelijke staat dan bij normaal haar. De pels lengte is tussen de 3 en 3,5 cm. In Nederland erkend in de kleuren haaskleur, blauw, geel, oranje en ivoor.